# Migliori prestazioni europee nel salto con l'asta
La lista delle migliori prestazioni europee nel salto con l'asta, aggiornata periodicamente dalla World Athletics, raccoglie i migliori risultati di tutti i tempi degli atleti europei nella specialità del salto con l'asta.

## Maschili outdoor

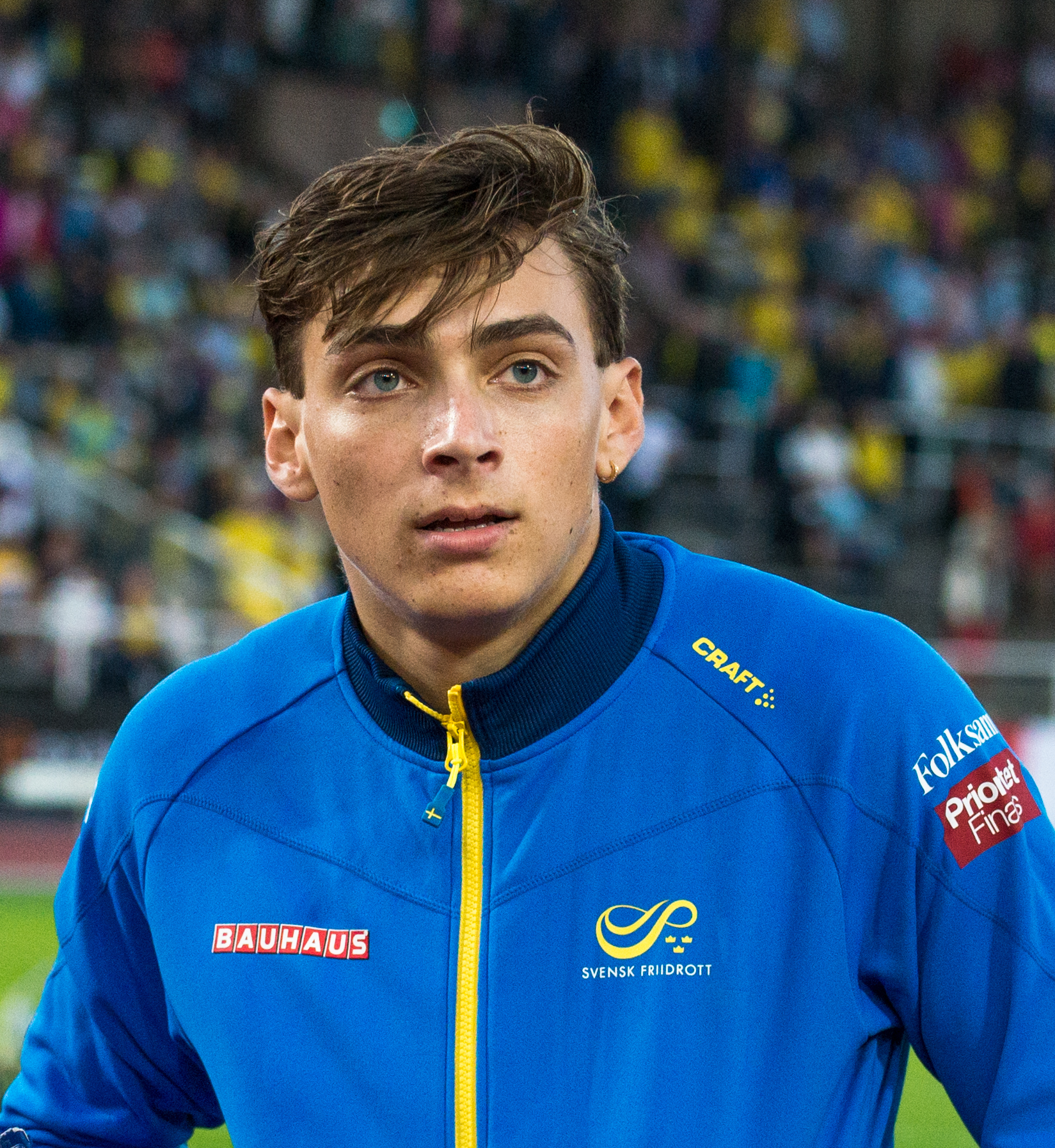
Armand Duplantis, detentore del record europeo e mondiale sia outdoor che indoor del salto con l'asta

Statistiche aggiornate al 24 luglio 2022.
|    | Misura | Atleta              | Luogo            | Data              |
| -- | ------ | ------------------- | ---------------- | ----------------- |
| 1. | 6,21 m | Armand Duplantis    | Eugene           | 24 luglio 2022    |
| 2. | 6,14 m | Serhij Bubka        | Sestriere        | 31 luglio 1994    |
| 3. | 6,05 m | Maxim Tarasov       | Atene            | 16 giugno 1999    |
| 3. | 6,05 m | Renaud Lavillenie   | Eugene           | 30 maggio 2015    |
| 5. | 6,02 m | Piotr Lisek         | Monaco           | 12 luglio 2019    |
| 6. | 6,01 m | Igor' Trandenkov    | San Pietroburgo  | 3 luglio 1996     |
| 6. | 6,01 m | Evgenij Luk'janenko | Bydgoszcz        | 1º luglio 2008    |
| 6. | 6,01 m | Björn Otto          | Aquisgrana       | 5 settembre 2012  |
| 9. | 6,00 m | Rodion Gataullin    | Tokyo            | 16 settembre 1989 |
| 9. | 6,00 m | Tim Lobinger        | Colonia          | 24 agosto 1997    |
| 9. | 6,00 m | Dmitrij Markov      | North Shore City | 20 febbraio 1998  |
| 9. | 6,00 m | Timur Morgunov      | Berlino          | 12 agosto 2018    |

## Femminili outdoor

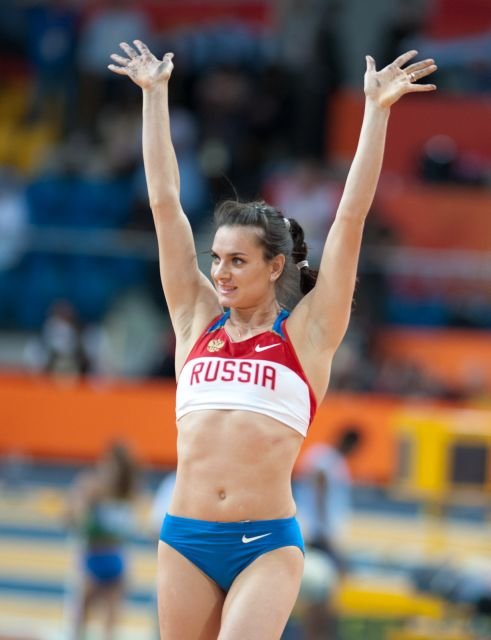
Elena Isinbaeva, primatista europea e mondiale outdoor e primatista europea indoor del salto con l'asta

Statistiche aggiornate al 17 agosto 2022.
|     | Misura | Atleta                 | Luogo             | Data              |
| --- | ------ | ---------------------- | ----------------- | ----------------- |
| 1.  | 5,06 m | Elena Isinbaeva        | Zurigo            | 28 agosto 2009    |
| 2.  | 5,01 m | Anželika Sidorova      | Zurigo            | 9 settembre 2021  |
| 3.  | 4,91 m | Aikaterinī Stefanidī   | Londra            | 6 agosto 2017     |
| 4.  | 4,90 m | Holly Bradshaw         | Manchester        | 26 giugno 2021    |
| 5.  | 4,88 m | Svetlana Feofanova     | Candia            | 4 luglio 2004     |
| 6.  | 4,85 m | Wilma Murto            | Monaco di Baviera | 17 agosto 2022    |
| 7.  | 4,83 m | Anna Rogowska          | Bruxelles         | 26 agosto 2005    |
| 7.  | 4,83 m | Nikoléta Kiriakopoúlou | Parigi            | 4 luglio 2015     |
| 7.  | 4,83 m | Michaela Meijer        | Norrköping        | 1º agosto 2020    |
| 10. | 4,82 m | Monika Pyrek           | Stoccarda         | 22 settembre 2007 |
| 10. | 4,82 m | Silke Spiegelburg      | Monaco            | 20 luglio 2012    |

## Maschili indoor
Statistiche aggiornate al 25 febbraio 2023.
|     | Misura | Atleta            | Luogo            | Data             |
| --- | ------ | ----------------- | ---------------- | ---------------- |
| 1.  | 6,22 m | Armand Duplantis  | Clermont-Ferrand | 25 febbraio 2023 |
| 2.  | 6,16 m | Renaud Lavillenie | Donec'k          | 15 febbraio 2014 |
| 3.  | 6,15 m | Serhij Bubka      | Donec'k          | 21 febbraio 1993 |
| 4.  | 6,02 m | Rodion Gataullin  | Homel'           | 4 febbraio 1989  |
| 5.  | 6,00 m | Maxim Tarasov     | Budapest         | 5 febbraio 1999  |
| 5.  | 6,00 m | Jean Galfione     | Maebashi         | 6 marzo 1999     |
| 5.  | 6,00 m | Daniel Ecker      | Dortmund         | 11 febbraio 2001 |
| 5.  | 6,00 m | Piotr Lisek       | Potsdam          | 4 febbraio 2017  |
| 9.  | 5,96 m | Menno Vloon       | Aubière          | 27 febbraio 2021 |
| 10. | 5,95 m | Tim Lobinger      | Chemnitz         | 18 febbraio 2000 |

## Femminili indoor
Statistiche aggiornate al 20 febbraio 2023.
|    | Misura | Atleta                 | Luogo            | Data             |
| -- | ------ | ---------------------- | ---------------- | ---------------- |
| 1. | 5,01 m | Elena Isinbaeva        | Stoccolma        | 23 febbraio 2012 |
| 2. | 4,95 m | Anželika Sidorova      | Mosca            | 29 febbraio 2020 |
| 3. | 4,90 m | Aikaterinī Stefanidī   | New York         | 20 febbraio 2016 |
| 4. | 4,87 m | Holly Bradshaw         | Villeurbanne     | 20 gennaio 2012  |
| 5. | 4,85 m | Svetlana Feofanova     | Paiania          | 22 febbraio 2004 |
| 5. | 4,85 m | Anna Rogowska          | Parigi           | 6 marzo 2011     |
| 7. | 4,82 m | Tina Šutej             | Ostrava          | 2 febbraio 2023  |
| 8. | 4,81 m | Nikoléta Kiriakopoúlou | Stoccolma        | 17 febbraio 2016 |
| 8. | 4,81 m | Angelica Bengtsson     | Clermont-Ferrand | 24 febbraio 2019 |
| 8. | 4,81 m | Polina Knoroz          | Clermont-Ferrand | 19 febbraio 2022 |